# Musée archéologique régional Antonino-Salinas
Le Musée archéologique régional Antonino-Salinas (en italien : Museo archeologico regionale Antonino Salinas) est un musée situé à Palerme. Il rassemble des objets archéologiques témoignant de l'histoire sicilienne à toutes ses étapes, de la Préhistoire au Moyen Âge, couvrant l'histoire de l'île et des peuples qui l'ont habitée : Phéniciens, Puniques, Grecs, Romains, Byzantins.
Le musée expose une des plus riches collections d'art phénicien et d'art grec d'Italie. Il conserve aussi des objets étrusques et égyptiens, comme la pierre de Palerme, important témoignage de l'histoire de l'Égypte ancienne.
Fondé en 1814, longtemps connu sous le nom de Musée national, l'établissement est dédié depuis 1977 à Antonino Salinas, archéologue et numismate palermitain qui le dirigea de 1873 à 1914.

## Bâtiment

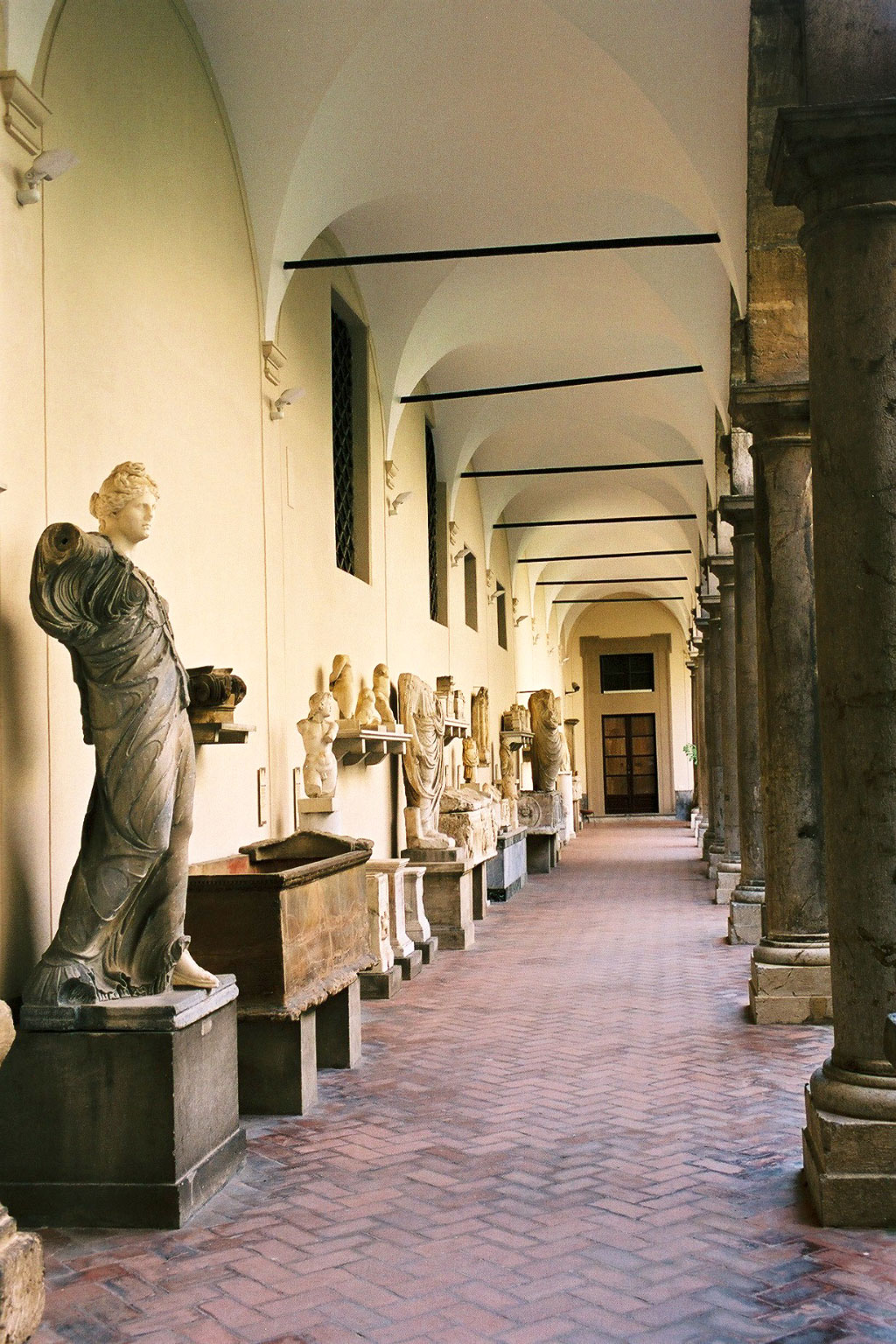
Musée archéologique régional de Palerme, arcades de la plus grande des cours intérieures.

Le musée est installé dans un complexe religieux de bâtiments de la fin du XVIe siècle, conçu par l'architecte Antonio Muttone pour la Congrégation de l'Oratoire, Casa dei Padri della Congregazione di San Filippo Neri. Cet ensemble monumental, complété au XVIIe siècle inclut le musée, l'église Sant'Ignazio et l'oratoire San Filippo Neri.
En 1866, avec la loi sur la suppression des ordres religieux, l'édifice est confisqué à la congrégation et devient siège du Musée national. Depuis ces années et jusqu'à nos jours, les interventions sur les bâtiments ont été nombreuses, jusqu'à en faire un espace muséal adapté.
Durant la Seconde Guerre mondiale, la directrice du musée, Jole Bovio Marconi, mit à l'abri tout le matériel conservé auprès du couvent de San Martino delle Scale. Les collections furent ainsi préservées des bombardements alliés. En 1949, la structure, lourdement endommagée, fut restaurée par l'architecte G. De Angelis D'Ossat.
De 2009 à 2018, une restauration et une restructuration de l'ensemble des salles et des collections ont été entreprises, avec la création de nouveaux espaces d'exposition et de documentation.

## Collections
- collections préhistoriques ;

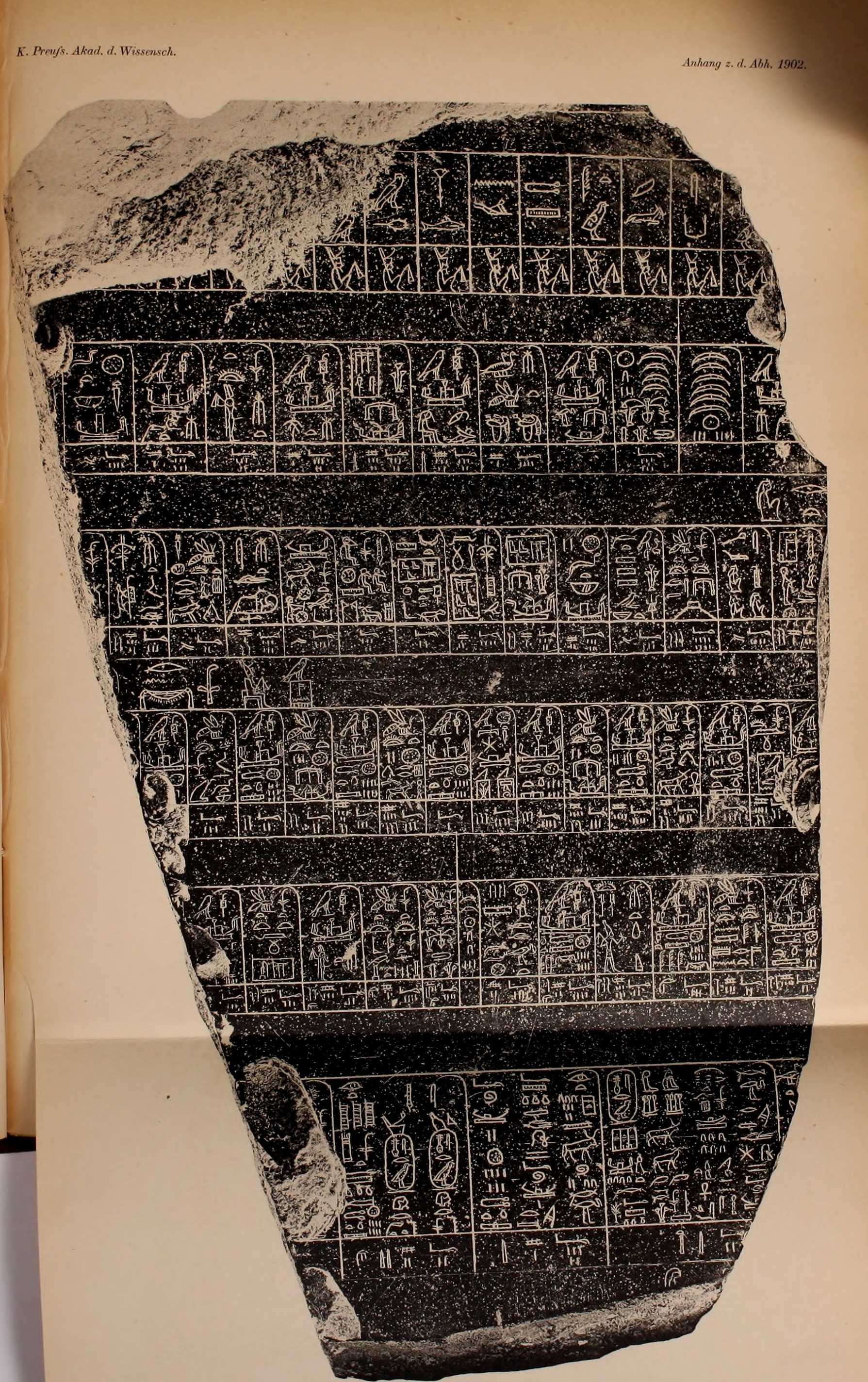
La pierre de Palerme, planche des Traités de l'Académie royale des Sciences de Prusse de l'année 1902.

- résultat de fouilles archéologiques sous-marines ;
- collections égyptiennes en particulier la pierre de Palerme ;
- collections phéniciennes et puniques dont de beaux sarcophages anthropomorphes et d'éléments trouvés lors des fouilles du site archéologique de Motyé. Il y a aussi de beaux édicules d'époque romaine réutilisant des motifs puniques (le signe de Tanit) et couvert d'inscriptions grecques ;
- collections étrusques  : éléments provenant des sites de Toscane dont Chiusi ;
- collections grecques : fouilles de Sélinonte (dont les métopes du temple C) et d'Himère ;
- collections romaines : mosaïques et sarcophages.

### Grande-Grèce

Himère, Syracuse, Sélinonte
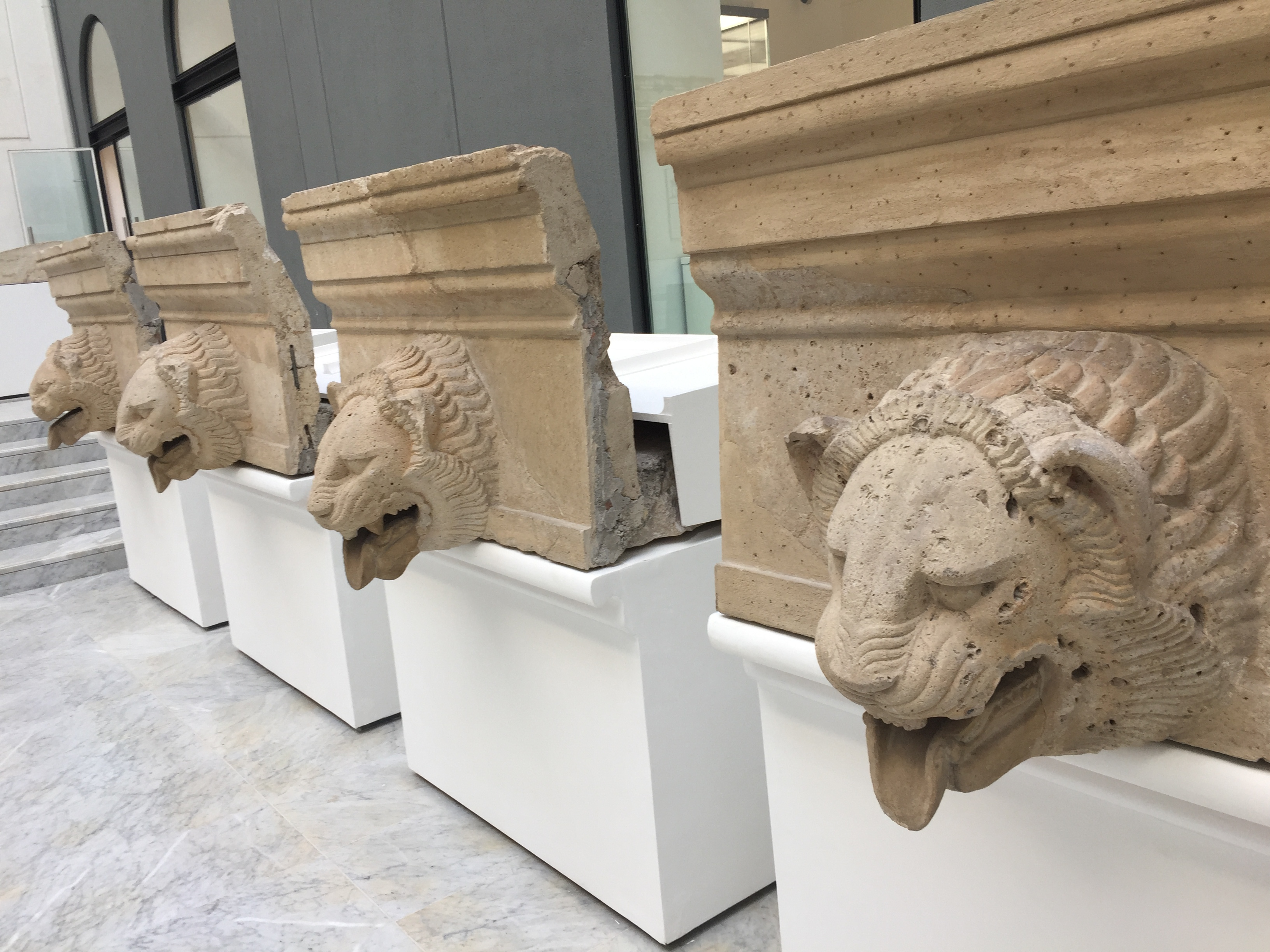
Gargouilles du temple de la Victoire, à Himère.
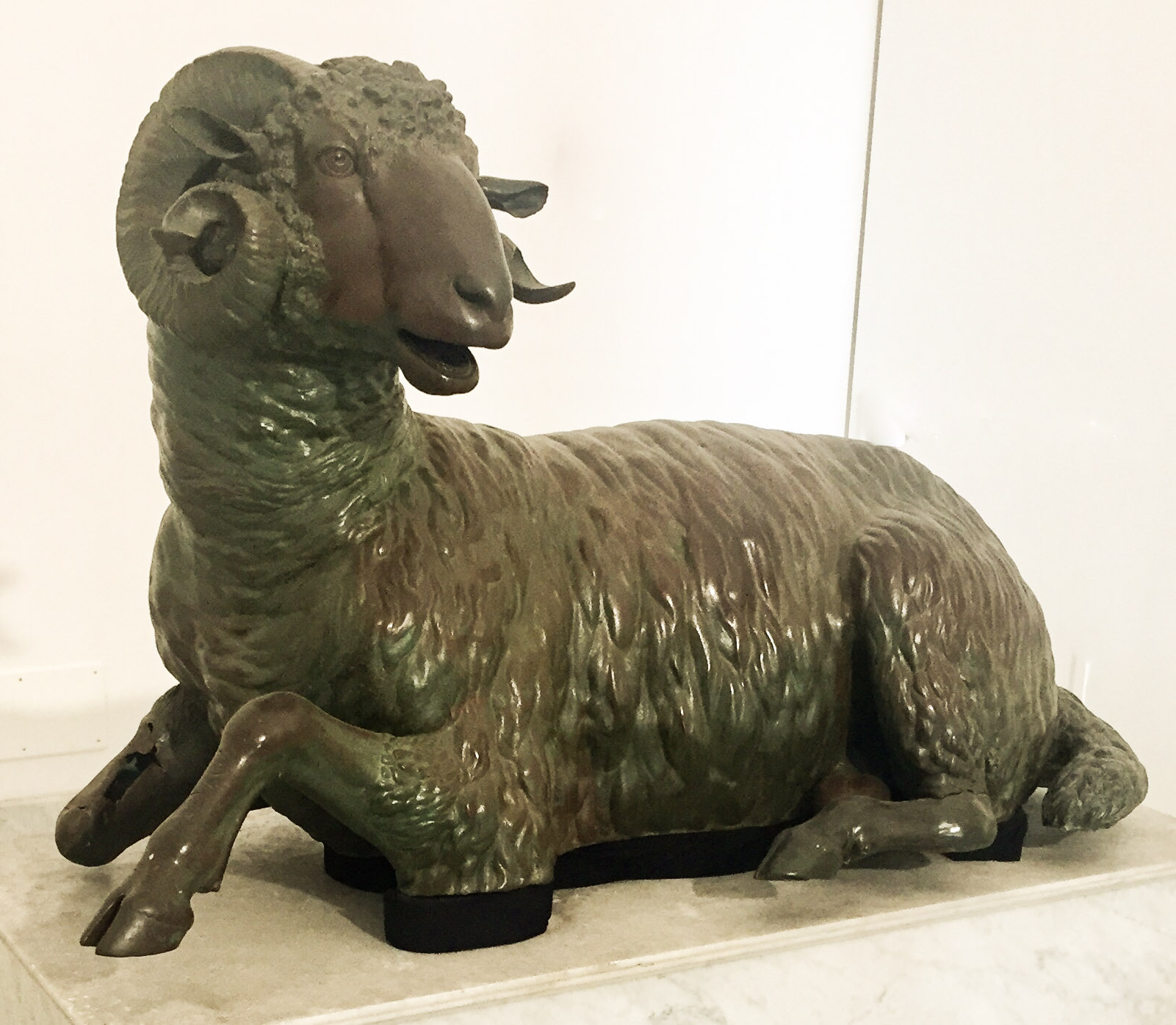
Bélier de bronze, provenant de Syracuse.
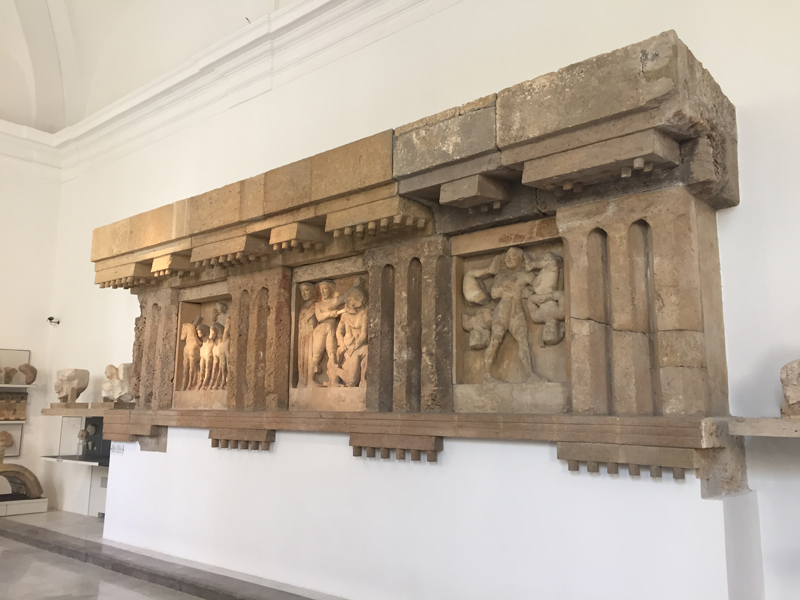
Métopes du temple C de Sélinonte.

### Époque romaine

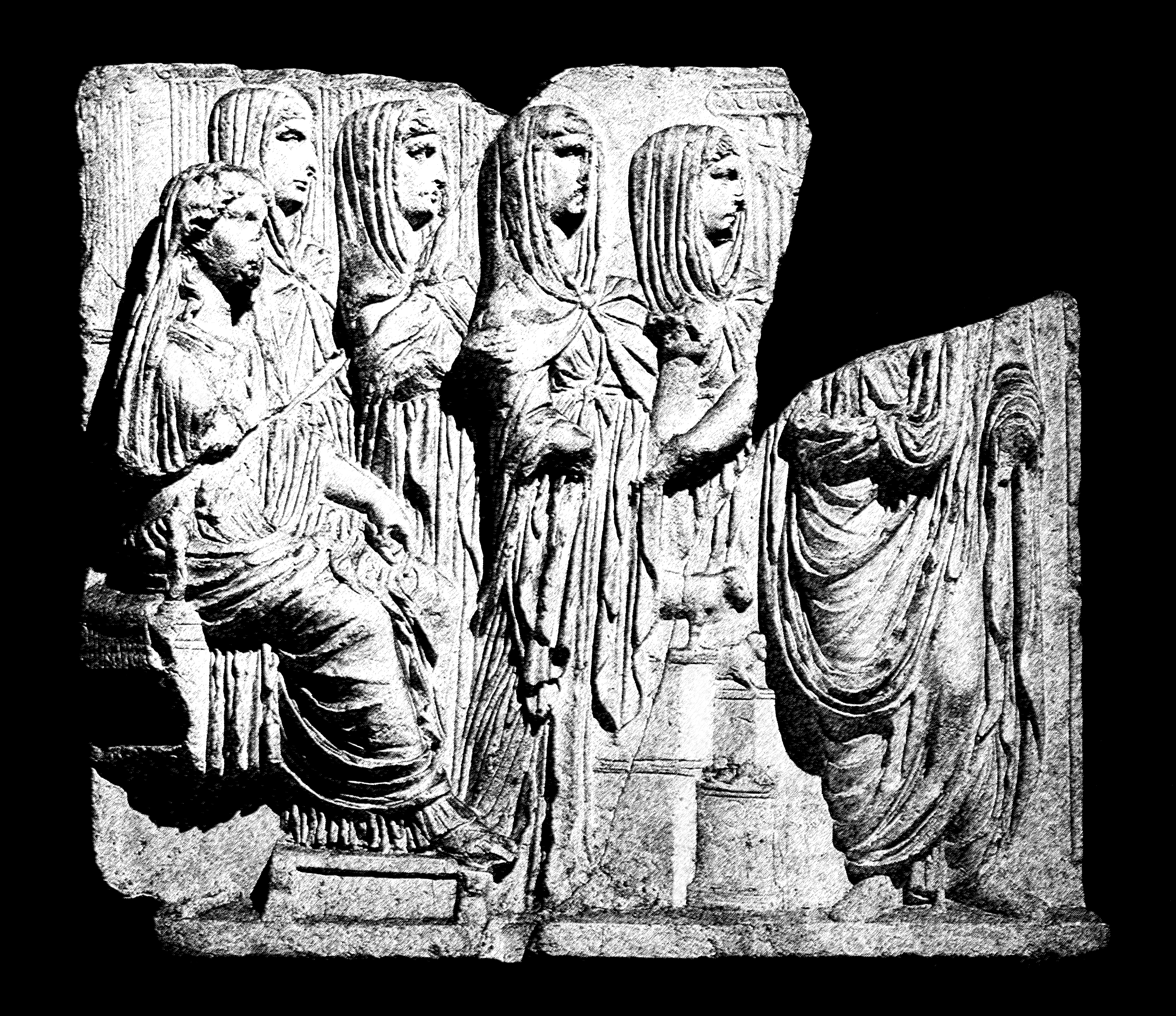
Relief des Vestales, probablement de Terravecchia, près de Raffadali, Ier siècle.
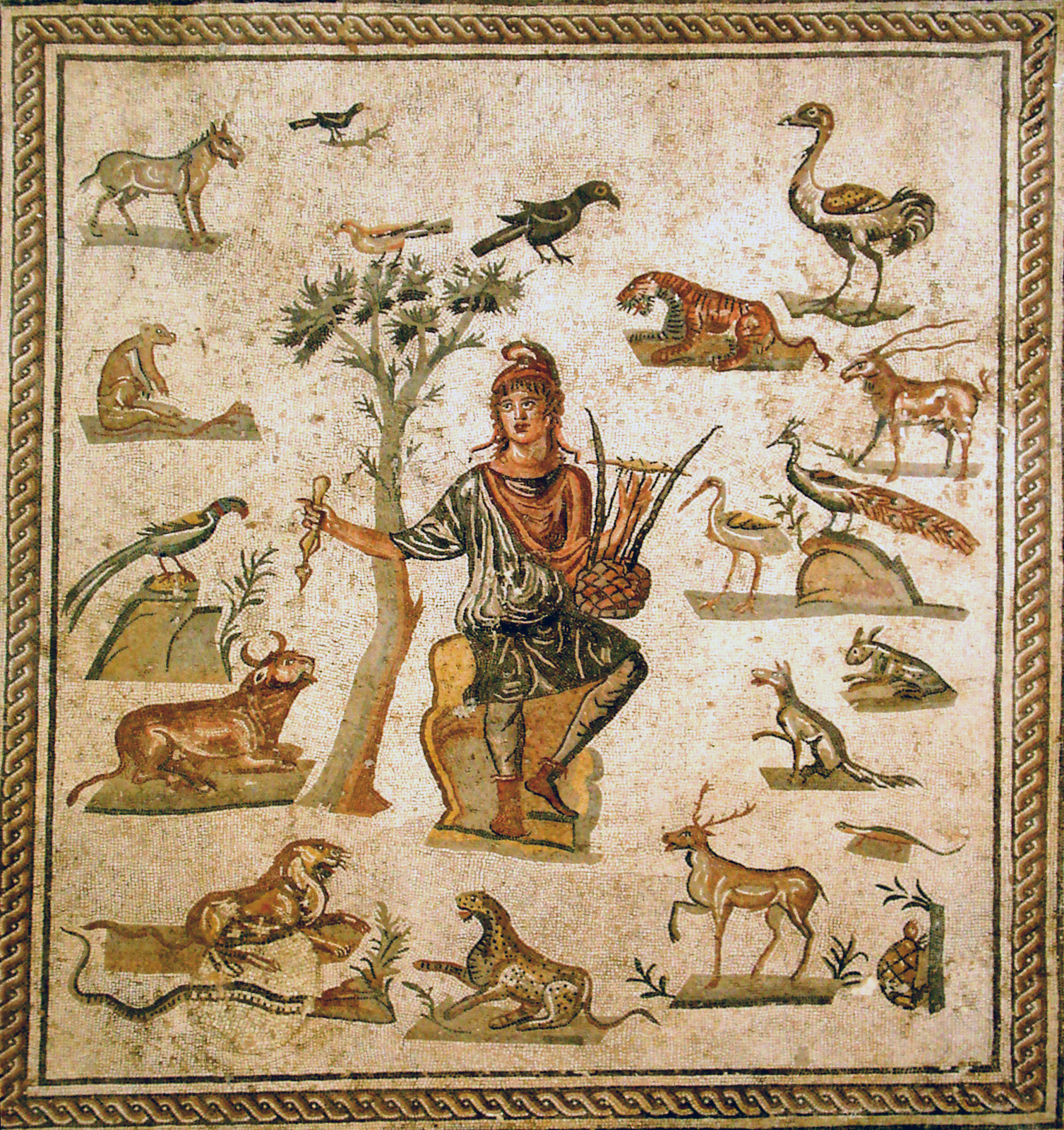
Mosaïque romaine. Maisons romaines de Villa Bonanno.
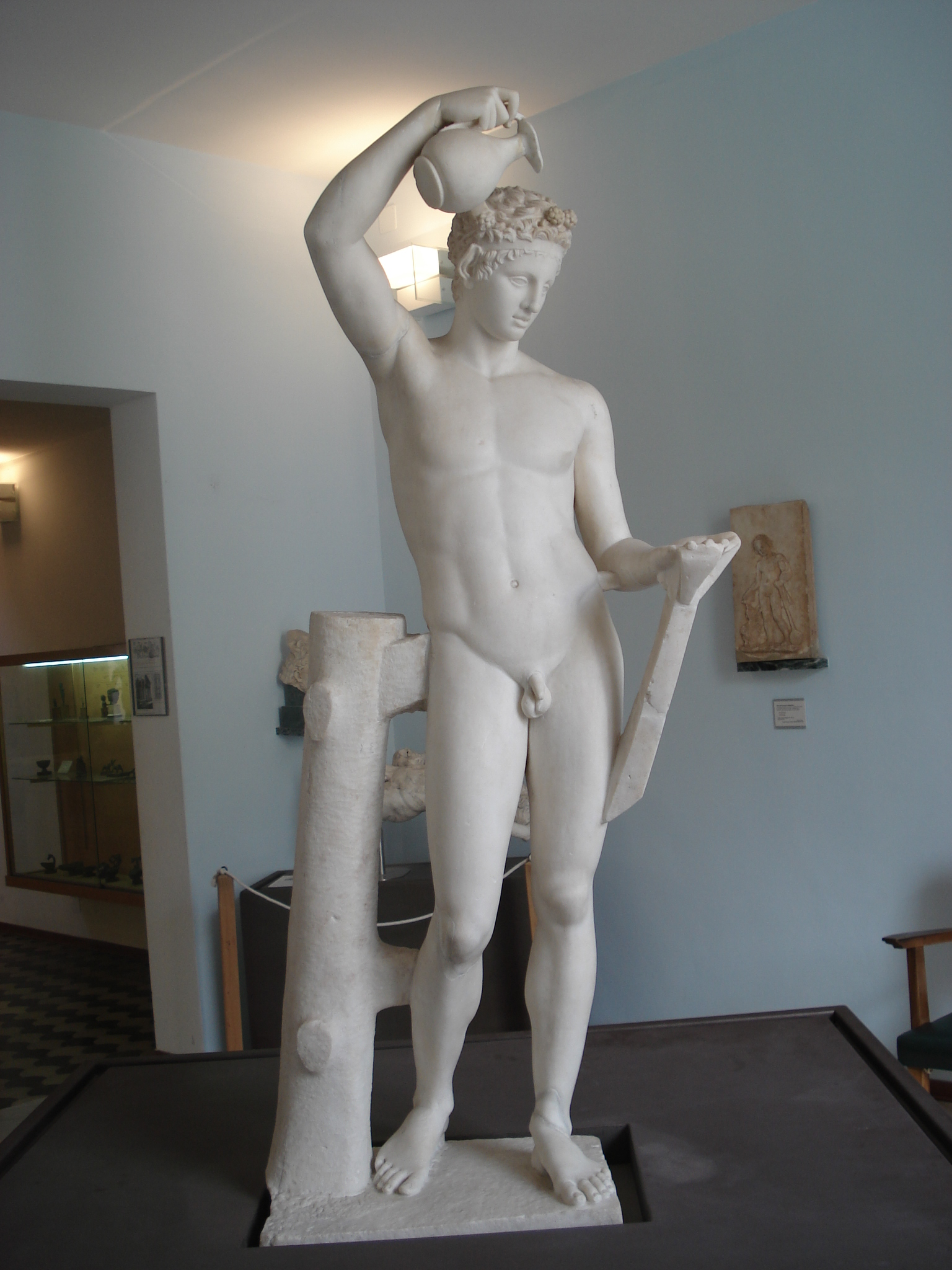
Satyre de la villa Sora, Torre del Greco.
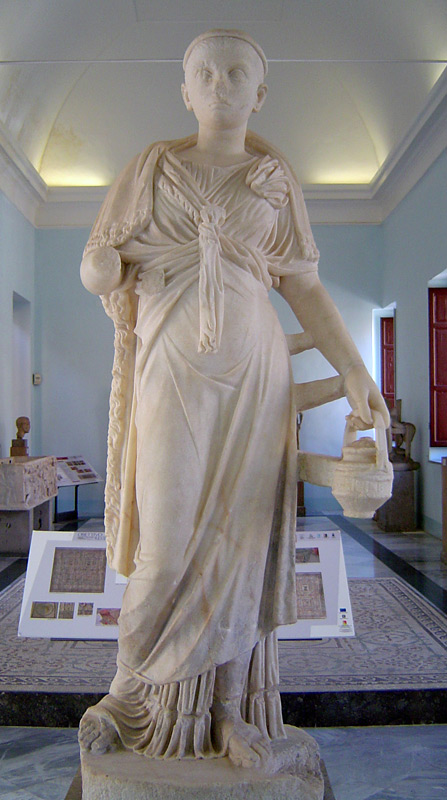
Prêtresse d' Isis, Taormine.

### Fragment de la frise du Parthénon

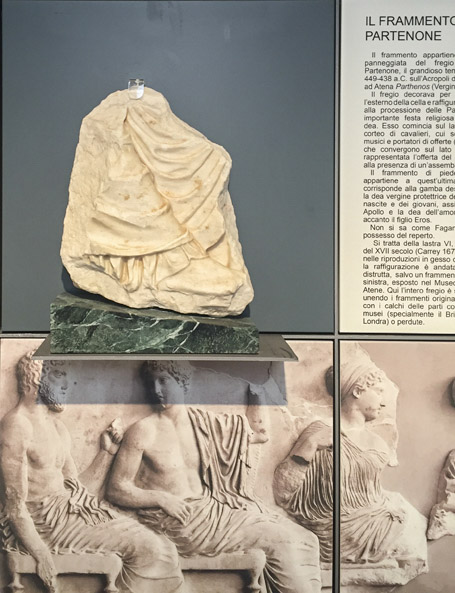
Fragment de la frise du Parthénon

Le musée conserve un fragment de la frise du Parthénon d'Athènes, représentant le pied d'une déesse, Peitho ou Artémis. La pièce, issue de la collection privée de Robert Fagan, consul britannique en Sicile et à Malte, est achetée par l'Université royale de Palerme en 1820. Il est pris à tort pour un vestige de Tyndaris jusqu'à son identification par Walter Amelung en 1893.
La campagne menée par la Grèce pour le retour des marbres d'Elgin et autres sculptures du Parthénon dispersés dans divers musées à travers le monde a été entendue en Italie. Le 24 septembre 2008, le président italien Giorgio Napolitano a envoyé le fragment à Athènes pour un prêt temporaire, au terme duquel, en 2010, le fragment est retourné à Palerme. L'événement s'inscrit dans les actions que la Grèce et l'Italie mettent en œuvre en faveur du retour dans leurs lieux d'origine des découvertes archéologiques expatriées illégalement ou à la suite de pillages,.
Après des négociations entre Alberto Samonà, assesseur à la Culture de la Région sicilienne, et la ministre grecque de la Culture Lína Mendóni, le Musée archéologique et le musée de l'Acropole d'Athènes signent en janvier 2022 un accord permettant l'échange pour quatre ans, renouvelable une fois, du fragment du Parthénon contre l'envoi d'une statue d'Athéna sans tête de la fin du Ve siècle av. J.-C. et d'une amphore géométrique de la première moitié du VIIIe siècle av. J.-C..

## Directeurs
- 1873-1914 : Antonino Salinas
- 1929-1932 : Pirro Marconi[6]
- ?-1937 :  Paolino Mingazzini
- 1937-1963 : Jole Bovio Marconi[6]
- 1963- milieu des années 1980 : Vincenzo Tusa
- 2013-2019 : Francesca Spatafora
- 2019-2024 : Caterina Greco[7]
- 2024 : Giuseppe Parello